# Leonard Zub-Zdanowicz
Leonard Szczęsny Zub-Zdanowicz ps. „Ząb”, „Dor”, „Szprung” (ur. 24 października?/6 listopada 1912 w Popowcach, zm. 12 sierpnia 1982 w Waterbury) – porucznik kawalerii Wojska Polskiego II RP, Wojska Polskiego we Francji i Polskich Sił Zbrojnych, cichociemny i żołnierz Armii Krajowej, major kawalerii NSZ, od stycznia 1945 podpułkownik w Brygadzie Świętokrzyskiej . Odpowiedzialny za mord na  żołnierzach GL pod Borowem.

## Młodość i działalność w II RP
Urodził się w Popowcach na Wołyniu w rodzinie ziemiańskiej herbu Jastrzębiec o tradycjach patriotycznych. Ojciec Meliton Zub-Zdanowicz był dyrektorem filii Lubelskiego Syndykatu Rolniczego w Opolu Lubelskim, matka Maria z domu Dunin-Juniewicz. L. Zub-Zdanowicz początkowo pobierał nauki w domu. Od 1928 uczył się w Państwowym Gimnazjum Humanistycznym im. Stanisława Staszica w Hrubieszowie. W czerwcu 1930 otrzymał świadectwo dojrzałości.
Słuchacz V rocznika Szkoły Podchorążych Rezerwy Kawalerii w Grudziądzu od 16 sierpnia 1930 do 30 czerwca 1931. Szkołę ukończył w stopniu tytularnego plutonowego podchorążego i otrzymał przydział do 1 pułku strzelców konnych w Garwolinie, w którym odbył praktykę na stanowisku podoficerskim (do 15 września 1931). Na stopień podporucznika został mianowany ze starszeństwem z 1 stycznia 1933 w korpusie oficerów rezerwy kawalerii.
W 1931 rozpoczął studia na Wydziale Prawa i Nauk Społeczno-Ekonomicznych Katolickiego Uniwersytetu Lubelskiego, który ukończył w grudniu 1935 jako magister prawa. W czasie studiów należał do Stowarzyszenia Bratniej Pomocy Studentów „Bratniak”, „Legionu Młodych”, Korporacji Akademickiej „Concordia” oraz „Sodalicji Mariańskiej”. Wkrótce rozpoczął pracę zawodową w Izbie Skarbowej w Lublinie, potem w Garwolinie i Łukowie.
15 września 1938 jako oficer rezerwy powołany do służby czynnej i skierowany na IX Kurs Aplikacyjny dla Oficerów Młodszych w Centrum Wyszkolenia Żandarmerii w Grudziądzu. Kurs ukończył 30 stycznia 1939 i został przydzielony do 3 dywizjonu żandarmerii w Grodnie w celu odbycia praktyki  na stanowisku oficera plutonu żandarmerii Białystok.

## Udział w kampanii wrześniowej 1939
W czasie kampanii wrześniowej był dowódcą plutonu pieszego żandarmerii nr 29. Do zadań plutonu należała m.in. ochrona Kwatery Głównej 29 Dywizji Piechoty dowodzonej przez płk. Ignacego Oziewicza, późniejszego komendanta głównego NSZ. Po rozbiciu 29 DP otrzymał przydział do sztabu 13 Brygady Piechoty płk. Wacława Szalewicza. Brygada weszła w skład kombinowanej dywizji piechoty gen. bryg. Jerzego Wołowickiego. Po zniszczeniu dywizji 13 BP włączono do 39 Dywizji Piechoty (rezerwowej), która skapitulowała 27 września. Unikając niemieckiej niewoli, dołączył do Grupy „Chełm” płk. dypl. Władysława Płonki. Pełnił funkcję oficera łącznikowego dowódcy grupy do podległych oddziałów: pułku kawalerii ppłk. Feliksa Kopcia i grupy kawalerii rtm. Franciszka Flataua. Grupa „Chełm” wchodziła w skład grupy wojsk płk. dypl. Tadeusza Zieleniewskiego i wraz z nią złożyła broń 2 października. 10 października Zdanowicz przedarł się do Opola Lubelskiego, gdzie mieszkała jego matka. Za kampanię wrześniową odznaczony został Krzyżem Srebrnym Orderu Virtuti Militari.

## Udział w walkach przeciwko Niemcom w Norwegii i Francji oraz pobyt w Anglii

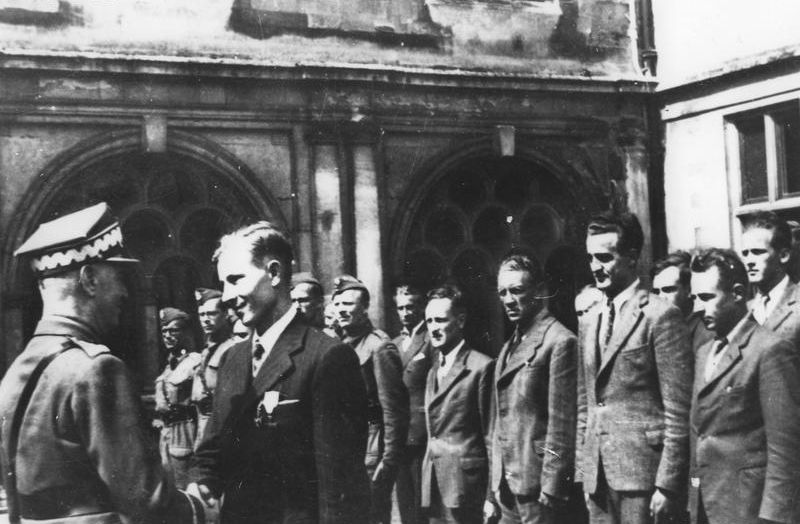
Gen. Władysław Sikorski w ośrodku szkoleniowym cichociemnych w Audley End dekoruje ppor. Michała Fijałkę Orderem Virtuti Militari. W pierwszym szeregu stoją od lewej po cywilnemu: ppor. Jan Woźniak, por. Bolesław Kontrym, por. Tadeusz Gaworski, por. Hieronim Łagoda, za nim ppor. Władysław Kochański, por. Leonard Zub-Zdanowicz, por. Stanisław Winter (28 sierpnia 1942).

W listopadzie 1939 r. przystąpił do lokalnej grupy konspiracyjnej. Jednak w połowie grudnia 1939 ppor. L. Zub-Zdanowicz opuścił Polskę i poprzez Węgry (gdzie został na pewien czas aresztowany i internowany), Jugosławię oraz prawdopodobnie Włochy dotarł 27 stycznia 1940 do Francji, gdzie przyłączył się do odradzającej się Armii Polskiej.
Pod koniec lutego 1940 roku został dowódcą 15 Plutonu Żandarmerii Samodzielnej Brygady Strzelców Podhalańskich. Od 24 kwietnia do 14 czerwca 1940 walczył w Norwegii pod Narvikiem, a następnie we Francji (w okolicach Rennes) w składzie I półbrygady płk. Benedykta Chłusewicza. Z tą jednostką został ewakuowany pod koniec czerwca 1940 do Wielkiej Brytanii.
Był dowódcą 3 Plutonu Żandarmerii 3 Brygady Kadrowej Strzelców. Na początku 1941 został przeniesiony do 7 Brygady Kadrowej Strzelców, a potem do 8 Oddziału Rozpoznawczego 8 Brygady Kadrowej Strzelców. W końcu kwietnia 1941 został awansowany do stopnia porucznika ze starszeństwem od 20 marca tego roku. Ostatecznie trafił na początku lata 1941 do 1 Samodzielnej Brygady Spadochronowej pod dowództwem gen. bryg. Stanisława Sosabowskiego. Przeszedł w niej szkolenie spadochronowe.

## Przybycie do kraju jako cichociemny i działalność w AK
Zgłosił się do służby w kraju. Przeszkolony ze specjalnością w dywersji, 7 kwietnia 1942 r. zaprzysiężony na rotę AK. W nocy z 1 na 2 września 1942 został zrzucony do okupowanego kraju z samolotu Halifax W-7773 „S” (138 Dywizjon RAF), w operacji lotniczej „Smallpox” na placówkę odbiorczą „Rogi”, położoną w okolicach Grójca. Razem z nim w ekipie XI skoczyli cichociemni: por. Bolesław Kontrym, por. Mieczysław Hugo Eckhardt, ppor. Hieronim Łagoda, Michał Fijałka oraz Wacław Kopisto.
Podczas lądowania rtm. L. Zub-Zdanowicz złamał nogę i przez 2 tygodnie ukrywał się w kryjówce w Zalesiu Dolnym, znalezionej przez komendanta placówki AK w Prażmowie, a które należało do członków NSZ. 17 września 1942 został przewieziony potajemnie do Warszawy, gdzie – po tygodniowym pobycie w szpitalu Ducha Świętego – został zaangażowany w październiku 1942 do biernej pracy konspiracyjnej w ramach III Odcinka (Polesie) organizacji dywersyjno-sabotażowej AK pod nazwą Wachlarz. Z powodu chorej nogi jego rola sprowadzała się tylko do użyczania swojej kryjówki na odprawy i jako skrzynki kontaktowej. Jego bezpośrednim przełożonym został kpt. Bolesław Kontrym. Po rozbiciu Wachlarza na początku 1943 przez Gestapo zdrowy już Zdanowicz złożył wniosek o przydział do oddziału leśnego, ale KG AK odmówiła. 26 lutego tego roku został on na papierze przekazany pod komendę szefa Okręgu Brześć AK ppłk. Stanisława Dobrskiego ps. „Żuk”. Wciąż jednak pozostawał bez konkretnych zadań .

## Przejście i walki w ramach NSZ
We wrześniu 1942 znajomi NSZ-owcy proponowali mu pierwszy raz przejście do tej organizacji, ale początkowo odmówił. Z kolei od lutego 1943 wszedł w kontakt z politycznymi działaczami Grupy „Szańca” oraz wyższymi oficerami NSZ. Wśród nich byli m.in. ppor./kpt. NSZ Julian Sędek i jego brat Ryszard, kpt./ppłk NSZ T. Boguszewski czy por./mjr NSZ Stefan Władysław Kozłowski ps. „Aleksander”, „Prot”. Stale jednak odrzucał ich propozycje. Ciągle liczył na przydział bojowy w AK. Tymczasem KG AK poleciło rtm. L. Zub-Zdanowiczowi utworzenie w Warszawie komórki bezpieczeństwa i kontrwywiadu. W tym samym czasie zgłosił się także do niego kolega ze studiów na KUL w Lublinie i ze służby wojskowej w 29 DP, mjr Stanisław Żochowski ps. „Bohdan”, „Strzała”, szef sztabu NSZ, proponując mu objęcie dowództwa oddziału NSZ w Warszawie bądź tworzenie oddziałów AS NSZ w Lubelskiem. Tę propozycję przyjął pod koniec maja 1943 i od 1 czerwca tego roku formalnie przyłączył się do NSZ .
W lipcu 1943 otrzymał awans na stopień rotmistrza (kapitana) NSZ. W tym czasie napisał meldunek o przejściu do NSZ i przekazał go kpt. B. Kontrymowi. 5 lipca dotarł on do oddziału partyzanckiego – tzw. „Aleksandrówki”, dowodzonego przez ppor./kpt. NSZ Henryka Figuro-Podhorskiego ps. „Step”, który działał w rejonie Lasów Janowskich. Rtm. NSZ L. Zub-Zdanowicz jako kierownik AS współpracował z następującymi oddziałami NSZ: „Stepa”, „Jacka”, „Cichego”, „Znicza” i „Dymszy”. Spośród lokalnych oddziałów AK współdziałał z kpt. Tadeuszem Wingertem ps. „Warta”, kpt. Tadeuszem Stumberk-Rychterem ps. „Żegota” i por. Stanisławem Łokuciewskim ps. „Mały”.
Walczył on wówczas z polskimi (GL, później AL) i radzieckimi partyzantami. 9 sierpnia pod pretekstem wspólnej walki z Niemcami doszło do otoczenia, rozbrojenia i wymordowania pod Borowem członków oddziału GL im. Jana Kilińskiego pod dowództwem Stefana Skrzypka ps. „Słowik”. W wyniku pacyfikacji oddziału zginęło 26 gwardzistów i 4 mieszkańców okolicznych wsi. Do najgłośniejszych akcji zbrojnych przeciwko Niemcom należała wspólna akcja z AK 24 września 1943, podczas której całkowicie rozbito oddziały żandarmerii niemieckiej pod Ujściem, co umożliwiło rozbicie więzienia w Biłgoraju przez oddział AK kpt. T. Sztumberk-Rychtera ps. „Żegota”. W tym czasie pod komendą rtm. NSZ L. Zub-Zdanowicza walczyło ok. 120 ludzi, osiągając na początku listopada tego roku liczbę 300-400 partyzantów. Jesienią 1943 z miejscowych oddziałów NSZ został utworzony 1 Pułk Legii Nadwiślańskiej Ziemi Lubelskiej. 16 listopada rtm. NSZ L. Zub-Zdanowicz zameldował mjr. Zygmuntowi Broniewskiemu, komendantowi Okręgu III Lubelskiego NSZ, o osiągnięciu gotowości bojowej przez pułk. W tym okresie wzmogły się walki w Lubelskiem między organizacjami niepodległościowymi (AK, NSZ) a AL. Ich rezultatem było m.in. największe na tym terenie starcie 22 kwietnia 1944 pod Marynopolem między oddziałami NSZ „Znicza” i „Cichego” dowodzonymi przez rtm. NSZ L. Zub-Zdanowicza i oddziałami AL „Cienia”, „Zbyszka” i „Przepiórki”. W marcu 1944, po podpisaniu umowy scaleniowej między NSZ i AK, wykonał rozkaz dowódcy Okręgu III Lubelskiego NSZ i zameldował się u komendanta Okręgu Lublin AK płk. Kazimierza Tumidajskiego ps. „Marcin”, oddając swoje siły do jego dyspozycji. W tym czasie współdziałał m.in. z oddziałem por. Hieronima Dekutowskiego ps. „Zapora”. Wobec zarządzenia koncentracji oddziałów NSZ w Kieleckiem zdecydował się tam udać, wobec czego faktycznie przeszedł pod zwierzchnictwo samodzielnego NSZ. Zub-Zdanowicz przyjmował do swoich oddziałów niemal każdego. Jak sam przyznał, zdarzało mu się rekrutować nawet „bandziorów”. Pod koniec marca 1944 oddziały „Stepa” i „Dymszy” wraz z rtm. NSZ L. Zub-Zdanowiczem odeszły ze składu 1 Pułku Legii Nadwiślanskiej Ziemi Lubelskiej i przeszły za Wisłę, wchodząc później w skład Brygady Świętokrzyskiej NSZ.
Działalność antykomunistyczna Zdanowicza była zgodna z obowiązującym prawem RP.

## Służba w Brygadzie Świętokrzyskiej NSZ
W poł. czerwca 1944 nastąpiła w Kieleckiem koncentracja oddziałów NSZ, w wyniku której utworzono z nich 204 pułk piechoty NSZ Ziemi Kieleckiej im. Ignacego Paderewskiego. Rozrósł się on wkrótce do ok. 450 żołnierzy. Prawdopodobnie 20 czerwca rtm. NSZ L. Zub-Zdanowicz przybył do Warszawy na odprawę u Komendanta Głównego NSZ mjr./ppłk. NSZ Stanisława Nakoniecznikowa-Klukowskiego ps. „Kmicic”. Spotkał się również z Komendantem Głównym NSZ-AK ppłk. Albinem W. Rakiem ps. „Lesiński”. Podczas pierwszego spotkania rtm./mjr NSZ L. Zub-Zdanowicz otrzymał rozkaz przeprowadzenia koncentracji swoich oddziałów w rejonie Gór Świętokrzyskich w celu utworzenia większej jednostki NSZ pod nazwą Grupa Operacyjna Zachód. Jednocześnie został mianowany dowódcą tej jednostki. Przyjęcie rozkazów od mjr./ppłk. NSZ S. Nakoniecznikowa oznaczało formalne podporządkowanie się rozłamowej grupie w NSZ. Do 9 sierpnia 1944 r. 204 pułk piechoty NSZ i pozostałe oddziały stawiły się w miejscu koncentracji w okolicy majątku Lasocin niedaleko Włoszczowy. Rozkazem komendanta Okręgu Kieleckiego NSZ mjr. Olgierda Mirskiego z 11 sierpnia utworzona została z nich Brygada Świętokrzyska NSZ, licząca początkowo ok. 850 ludzi. Rtm./mjr NSZ L. Zub-Zdanowicz (awansowany w styczniu 1944 do stopnia majora NSZ) otrzymał 19 sierpnia funkcję szefa sztabu Brygady. Dowodził on osobiście wieloma akcjami zbrojnymi zarówno przeciwko Niemcom, jak też partyzantce komunistycznej. 28 grudnia 1944 został odznaczony przez nowego Komendanta Głównego NSZ mjr. Zygmunta Broniewskiego ps. „Bogucki” Krzyżem Walecznych, a z dniem 1 stycznia 1945 awansowany na stopień podpułkownika NSZ. Po rozpoczęciu styczniowej ofensywy sowieckiej, celem uniemożliwienia zagarnięcia przez Sowietów, Brygada Świętokrzyska w porozumieniu z Niemcami 13 stycznia podjęła natychmiastowy marsz na zachód. Na początku marca 1945 Brygada przedarła się na teren Czech. Rtm./ppłk NSZ L. Zub-Zdanowicz brał udział 5 maja w ataku na hitlerowski obóz koncentracyjny dla kobiet w Holisovie, skąd uwolniono kilkaset więźniarek, w tym Żydówki i Polki. Po uzyskaniu łączności z wojskami amerykańskimi, pełnił on rolę organizatora i koordynatora tych kontaktów, a także tłumacza.

## Działalność emigracyjna
Po zakończeniu działań wojennych opuścił 19 sierpnia 1945 rozbrojoną już Brygadę. 1 października został przyjęty warunkowo do służby czynnej w 2 Korpusie Polskim, w stopniu rotmistrza, i przydzielony do Centrum Wyszkolenia Broni Pancernej. Od lipca do września 1946 był oficerem bezpieczeństwa Komendy Placu Bari ze skierowaniem do Kwatery Głównej 2 Korpusu. Najprawdopodobniej jesienią 1946 przeniósł się razem z rodziną do Wielkiej Brytanii, gdzie wstąpił do Polskiego Korpusu Przysposobienia i Rozmieszczenia. W tym czasie prowadzono przeciwko niemu śledztwo dot. jego postępowania w okupowanym kraju, a także czyniono problemy z uznaniem stopnia rotmistrza nadanego za skok do kraju jako cichociemny. Ostatecznie w 1949 obie sprawy zostały dla niego załatwione pozytywnie. Wiosną 1947 Komisja Likwidacyjna Polskich Sił Zbrojnych w Delamere Park Camp zweryfikowała go w stopniu porucznika. Dwa lata później został przyznano mu stopień rotmistrza. 
W styczniu 1952 wyemigrował do Stanów Zjednoczonych. Pracował jako inżynier w Zakładach Sendzimir Precision Metals w Waterbury w stanie Connecticut. 21 marca 1957 gen. W. Anders mianował go majorem w korpusie oficerów kawalerii ze starszeństwem od 1 stycznia 1957. W 1961 Zub-Zdanowicz wystąpił wraz z żoną o obywatelstwo amerykańskie. Jednocześnie był aktywny w polskich organizacjach weteranów. Był nawet honorowym członkiem amerykańskiej 101 Dywizji Spadochronowej. Angażował się także w wiele akcji pomocowych dla Polski, m.in. wspomagając lubelski KUL i krajowe środowisko Ruchu Obrony Praw Człowieka i Obywatela. Natomiast w okresie działalności pierwszej „Solidarności” w latach 1980–1981 oraz stanu wojennego włączył się w akcję pomocy charytatywnej dla związkowców, a następnie więźniów politycznych w kraju. Ożenił się z Marią z domu Poray Wybranowską, sanitariuszką w 1 pułku Legii Nadwiślańskiej NSZ, ps. „Fala” w okresie walk w Lubelskiem. Miał dwoje dzieci: Melitona i Elżbietę. Zmarł 12 sierpnia 1982 w miejscowości Waterbury w stanie Connecticut. Pochowany został na Cmentarzu Polskich Weteranów w amerykańskiej Częstochowie w Doylestown w stanie Pensylwania.
13 czerwca 1993 poświęcono mu tablicę pamiątkową w kościele parafialnym w Zwierzyńcu.
Autor artykułu: Lądowanie i komplikacje, „Wiadomości” nr 1423, Londyn 1973.

## Mordy na Żydach
Leonard Zub-Zdanowicz po latach twierdził, że w okolicach Kraśnika działały grupy Żydów działających na służbie Gestapo. Mieli oni rzekomo rozbić działalność organizacji konspiracyjnych, w tym właśnie NSZ. Narodowcy z jego oddziałów mieli w związku z tym zamordować sześciu domniemanych agentów żydowskich. Dariusz Libionka sugeruje, że teza o rzekomej agenturalnej działalności Żydów mogła zostać wymyślona przez weteranów NSZ dopiero po latach. W lutym-maju 1943 jego ludzie dokonali ponadto zabójstwa 4 osób z żydowskiej rodziny Anklów w kolonii Zakrzówek. Mniej więcej w tym samym czasie zabito 7 członków rodziny Erlichów w Bystrzycy, 6 członków rodziny Brennerów w Majoracie i kobietę w Rudnikach. W lipcu 1943 NSZ-owcy zabili 3 Żydów ukrywających się w lasach w okolicy Urzędowa.

## Ordery, odznaczenia i upamiętnienie
- Krzyż Komandorski z Gwiazdą Orderu Odrodzenia Polski – 20 sierpnia 2009 (pośmiertnie za wybitne zasługi dla niepodległości Rzeczypospolitej Polskiej)[11], który przekazano jego synowi 18 marca 2013[12]. Pośmiertnie, po 1992 był również odznaczony Krzyżem Narodowego Czynu Zbrojnego[13].
- Krzyż Srebrny Orderu Wojennego Virtuti Militari – za udział w kampanii wrześniowej
- Krzyż Walecznych – 1944)
- Znak Spadochronowy Cichociemnych
- Srebrny Krzyż Narodowego Czynu Wojskowego z Mieczami II Klasy – 1944
- Miecze Hallerowskie Stowarzyszenia Weteranów Armii Polskiej
- The Golden Star 1939-1945

i inne (trzy inne odznaczenia brytyjskie i jedno francuskie) .